# Jabolčni hren
Jabolčni hren (nemško Apfelkren ali Apfelmeerrettich) je vrsta omake, razširjene v Avstriji in južnih predelih Nemčije. Omaka je narejena iz nastrganega hrena, nastrganega kislega jabolka in smetane.
Začini se z limoninim sokom, soljo in malo sladkorja. Limonin sok se doda na sveže nastrgane jabolke, pri čemer jabolka ne spremenijo barve in ne potemnijo.
Jabolčni hren se postreže s hladno kuhano govedino, običajno kosu mesa od govejega hrbta proti repu (nemško Tafelspitz), ali s prekajeno ribo.